# Чвелпі
Чвелпі (груз. ჭველფი) — село в Грузії.
За даними перепису населення 2014 року в селі проживає 62 особа.